# Danville (Virginia)
Danville es una ciudad independiente en Virginia, Estados Unidos, delimitada por el Condado de Pittsylvania (Virginia) y el condado de Caswell (Carolina del Norte). Fue la última capital de los Estados Confederados de América entre el 2 y el 10 de abril de 1865. Danville es apodada la ciudad de las iglesias, ya que tiene mayor densidad de iglesias que cualquier otra ciudad del estado. La población fue de  48.411 habitantes según el censo de 2000. Su equipo de béisbol son los Danville Braves de la Liga de los Apalaches. Virginia International Raceway es un autódromo situado a 15 km donde se disputan carreras de campeonatos nacionales de automovilismo de velocidad y motociclismo de velocidad.